# 祁愛群
祁愛群（1963年1月13日—2003年12月13日），江蘇靖江市人，中國共產黨員。先後於畜牧局擔任政工科科長、由那曲地委組織部下派到班戈縣任縣委常委、縣委組織部部長，為班戈縣組織人事工作的發展與進步做出了積極而重要的貢獻。
2003年12月13日突發腦溢血，搶救無效去世，終年40歲。

## 經歷
- 1984年大學本科畢業，獲農學學士學位，同年在那曲地區綜合中專學校參加工作，後提任為學生科副科長，期間曾評為助理講師職稱先後任畜牧科副科長、辦公室副主任、政工科副科長職務。
- 1990年7月加入中國共產黨。
- 1990年1月至1994年8月在那曲地區畜牧局工作。
- 1994年9月至2000年10月在那曲地區畜牧局任政工科科長
- 2000年11月，由那曲地委組織部下派到班戈縣任縣委常委、縣委組織部部長